# Dezorient Express
Dezorient Express je druhé album skupiny Prago Union z roku 2010. Prago Union získali za toto album cenu Anděl 2010 v kategorii Hip Hop & RnB.

## Tracklist
- Rapviem 2
- Ántré
- Dezorient Express
- Myšlenkovej Pochod
- Hip Hop
- Rozcvička
- Funky Stav
- Zpatra
- Kata Strofy
- Hledám
- Skládací
- Bezedná Noc
- Krajní Prostředek
- Apropó
- 1/4 Na Prd
- Furt To Tak Máme...
- 4, 5, 6
- Procházka Parkem
- Nadživotní
- Nekronika
- HEY!
- Outro